# Vệ hài Godefroy
Vệ hài Godefroy hay vệ hài cánh đốm (Paphiopedilum godefroyae) là một loài lan thuộc Chi Lan hài, Họ Lan. Loài này sinh sống ở Thái Lan bán đảo. Môi trường sinh sống của chúng ở vùng bán nhiệt đới và nhiệt đới, vùng đất thấp ẩm.